# Rok Flander
Rok Flander (* 26. Juni 1979 in Kranj) ist ein slowenischer Snowboarder. Er ist auf die Alpin-Disziplinen Parallel-Riesenslalom und Parallel-Slalom spezialisiert.
Seine Karriere begann Flander in der Saison 2000/01. Im ersten Jahr nahm er sowohl an Wettkämpfen der FIS als auch der (im Jahr 2002 aufgelösten) ISF teil. Im Snowboard-Weltcup der FIS war zunächst wenig erfolgreich, bis Ende 2005 erreichte er lediglich zwei Platzierungen in den ersten Zehn.
Im darauf folgenden Jahr konnte er seine Leistungen deutlich steigern. Bei den Olympischen Winterspielen 2006 fuhr er im Parallel-Riesenslalom auf den siebten Platz, im Oktober 2006 erreichte er in Sölden erstmals einen Podestplatz und am 13. Dezember 2006 gewann er in San Vigilio di Marebbe sein erstes Weltcuprennen.
Seinen bisher größten Erfolg feierte er bei der WM 2007 in Arosa, als er im Finale des Parallel-Riesenslaloms den zweifachen Olympiasieger Philipp Schoch bezwang und die Goldmedaille gewann. Einen Tag später wurde er Dritter im Parallel-Slalom.

## Erfolge
- WM 2007: Goldmedaille Parallel-Riesenslalom und Bronzemedaille Parallel-Slalom
- 4 Weltcupsiege